# Boqueirão
Boqueirão is een gemeente in de Braziliaanse deelstaat Paraíba. De gemeente telt 16.360 inwoners (schatting 2009).